# Coregonus sardinella
Coregonus sardinella is een straalvinnige vissensoort uit de familie van zalmen (Salmonidae). De wetenschappelijke naam van de soort is voor het eerst geldig gepubliceerd in 1848 door Achille Valenciennes. De vis komt voor in Siberië en wordt in het Engels Siberian cisco genoemd.

## Herkenning
De vis verschilt heel weinig van de kleine marene (C. albula). C. sardinella is gemiddeld 23 cm lang en kan 47 cm lang worden en heeft een relatief korte kop, 18 tot 20% van de lengte van de vis.

## Verspreiding en leefgebied
Deze vis komt voor in het mondingsgebied van de grote rivieren die uitkomen op de Noordelijke IJszee, van de Petsjora in Europees Rusland tot in Oost-Siberië en zelfs Bathursteiland (Canada). De kleine marene die voorkomt in de Noorse meren Mjøsa en Osensjøen lijkt sterk op C. sardinella, en behoort mogelijk ook tot deze soort.
De vis paait in het najaar en het begin van de winter. Er zijn populaties die voor de paai honderden kilometers stroomopwaarts trekken hun viskuit afzetten in diepe poelen boven zand- of grindbodems.

## Status
Er zijn geen factoren bekend die het voortbestaan van deze soort bedreigen, daarom staat deze soort als niet bedreigd op de Rode Lijst van de IUCN.